# Esquerra Democràtica Unida
L'Esquerra Democràtica Unida (grec Ενιαία Δημοκρατική Αριστερά, ΕΔΑ/Eniaia Dimokratiki Aristera, EDA) fou un partit polític grec fundat el 1951 per prominents polítics d'esquerra i centreesquerra, molts d'ells procedents de l'antic ELAS. Inicialment fou la veu de l'aleshores clandestí Partit Comunista de Grècia, encara que a poc a poc adquirí veu pròpia i va tenir molt a veure en l'escissió del sector eurocomunista el 1968.
L'EDA participà en les eleccions legislatives gregues de 1952 a 1964. A les de 1958 fou el principal partit de l'oposició. A les eleccions de 1961 i 1964 va donar suport indirecte a la Unió de Centre contra la Unió Nacional Radical. El país entrà en un període d'inestabilitat política després de l'assassinat del diputat de l'EDA Gregoris Lambrakis, del qual l'EDA n'acusà Konstandinos Karamanlís; un tribunal independent encapçalat per Christos Sartzetakis determinà que fou assassinat per militants d'extrema dreta, però no especificà les responsabilitats polítiques.
Després de la fi de la dictadura dels coronels, durant la qual havia estat prohibit, es presentà a les eleccions legislatives gregues de 1974 en coalició amb el Partit Comunista de Grècia i altres partits d'esquerra, dirigit per Ilias Iliou. Sota el lideratge de Manolis Glezos es presentà a les eleccions de 1981 i 1985 en aliança amb el Moviment Socialista Panhel·lènic (PASOK), però a les de juny de 1989 formà part de la coalició Sinaspismós.

## Resultats electorals
| Any                      | Líder              | Vots                             | %                                | Escons   | Govern            |
| ------------------------ | ------------------ | -------------------------------- | -------------------------------- | -------- | ----------------- |
| 1951                     | Col·lectiu         | 180,640                          | 10.6%                            | 10 / 258 | Oposició          |
| 1952                     | Ioannis Passalidis | 152,011                          | 9.5%                             | 0 / 300  | Extraparlamentari |
| 1956                     | Ioannis Passalidis | Dins la Unió Democràtica         | Dins la Unió Democràtica         | 19 / 300 | Oposició          |
| 1958                     | Ioannis Passalidis | 939,902                          | 24.4%                            | 79 / 300 | Oposició          |
| 1961                     | Ioannis Passalidis | Dins del Front Agrari Democràtic | Dins del Front Agrari Democràtic | 22 / 300 | Oposició          |
| 1963                     | Ioannis Passalidis | 669,297                          | 14.3%                            | 28 / 300 | Oposició          |
| 1964                     | Ioannis Passalidis | 542,865                          | 11.8%                            | 22 / 300 | Oposició          |
| 1967–1974: il·legalitzat |                    |                                  |                                  |          |                   |
| 1974                     | Ilias Iliou        | Dins Esquerra Unida              | Dins Esquerra Unida              | 1 / 300  | Oposició          |
| 1977                     | Ilias Iliou        | Dins l'Aliança                   | Dins l'Aliança                   | 1 / 300  | Oposició          |
| 1981                     | Manolis Glezos     | Dins el PASOK                    | Dins el PASOK                    | 1 / 300  | Govern            |
| 1985                     | Manolis Glezos     | Dins el PASOK                    | Dins el PASOK                    | 1 / 300  | Govern            |
| 1989 (I)                 | Andreas Lentakis   | Dins Synaspismós                 | Dins Synaspismós                 | 1 / 300  | Coalició          |
| 1989 (II)                | Andreas Lentakis   | Dins Synaspismós                 | Dins Synaspismós                 | 1 / 300  | Suport            |

## Dirigents de l'EDA
- Ioannis Passalidis, cofundador i líder al parlament de 1951 a 1967.
- Gregoris Lambrakis
- Manolis Glezos
- Mikis Theodorakis
- Ilias Iliou
- Stefanos Sarafis